# 小行星16413
小行星16413（16413 Abulghazi）是一颗绕太阳运转的小行星，为主小行星带小行星。该小行星于1987年1月28日发现。
这颗小行星的命名来源于17世纪中亚希瓦汗国的君主、著名中亚历史学家阿布勒哈兹·巴哈杜尔。

## 轨道参数
小行星16413的轨道半长轴为2.9633064 UA，离心率为0.0881504。